# She Wore a Yellow Ribbon
She Wore a Yellow Ribbon (Brasil: Legião Invencível / Portugal: Os Dominadores) é um filme estadunidense de 1949 do gênero western, dirigido por John Ford. Este é o segundo e o único colorido da trilogia do diretor, conhecida como "Trilogia da Cavalaria". Os outros filmes foram Fort Apache (1948) e Rio Grande (1950). O filme contou com um grande orçamento, considerado por isso um dos mais caros faroestes já realizados. E se tornou a maior bilheteria da RKO Pictures e atualmente permanece reputado como um clássico do gênero.
Com excelente fotografia que valoriza a paisagem do Monument Valley, cenário natural localizado na Reserva Navajo ao nordeste do Arizona. Winton Hoch venceu o Oscar de 1950, sendo que ele e Ford se basearam nas pinturas e esculturas de Frederic Remington para a composição dos efeitos e das cenas.
O título original do filme, "She Wore a Yellow Ribbon", é de uma canção popular no exército americano e ainda hoje é utilizada como cadência para marchas. É uma variação da canção "All Around My Hat". O laço amarelo a que se refere é explicado no filme como um sinal usado pelas moças quando estão a namorar com algum soldado.

## Elenco

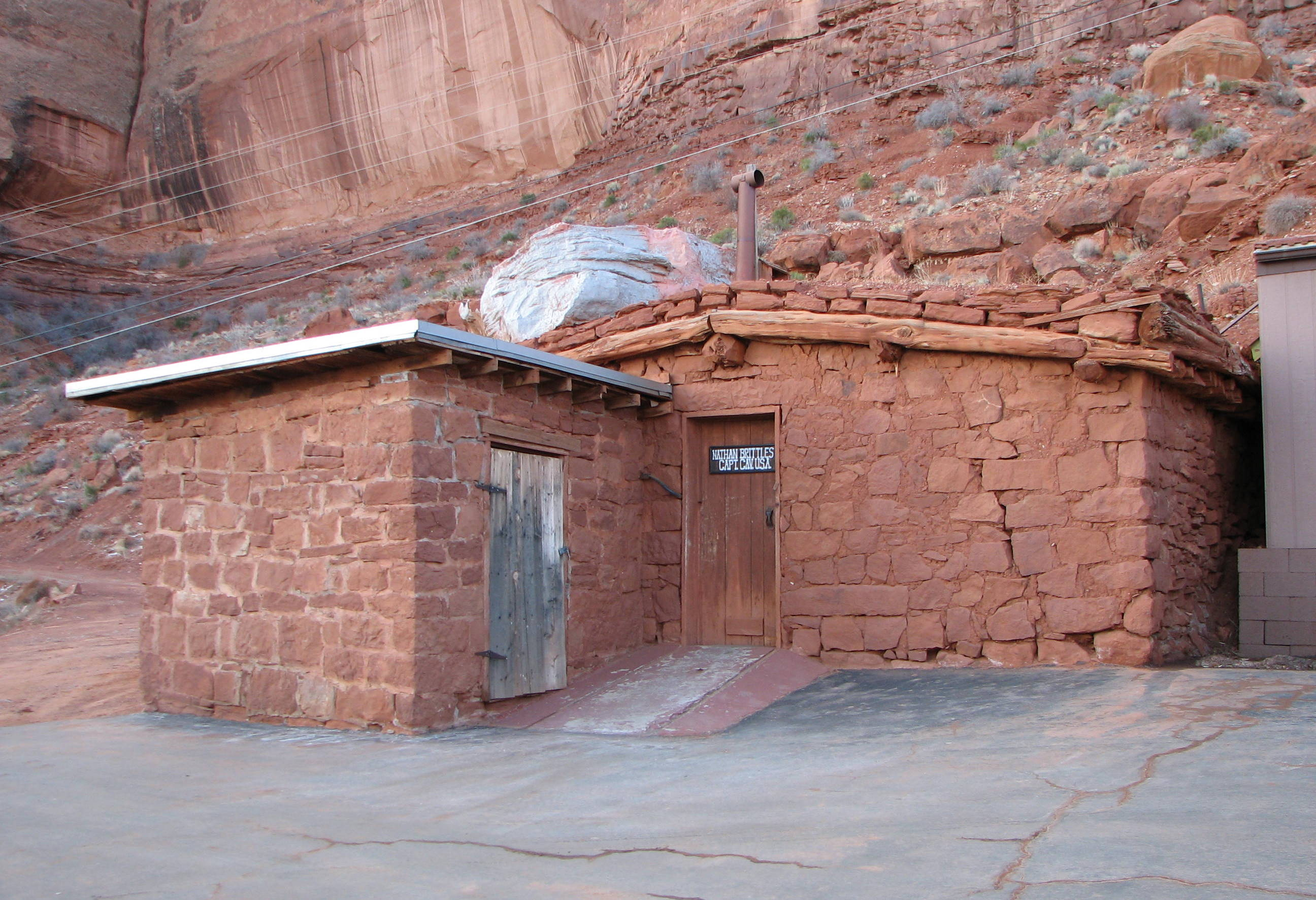
A casa cenográfica de Nathan Brittles

| Ator                | Personagem                    |
| ------------------- | ----------------------------- |
| John Wayne          | Capt. Nathan Cutting Brittles |
| Joanne Dru          | Olivia Dandridge              |
| John Agar           | Primeiro Tenente Flint Cohill |
| Ben Johnson         | Sargento Tyree                |
| Harry Carey Jr.     | Segundo Tenente Ross Penell   |
| Victor McLaglen     | Sargento Quincannon           |
| Mildred Natwick     | Abby Allshard                 |
| George O'Brien      | Major Mac Allshard            |
| Arthur Shields      | Dr. O'Laughlin                |
| Michael Dugan       | Sargento Hochbauer            |
| Chief John Big Tree | Chefe Cavalo que Anda         |
| Fred Graham         | Sargento Hench                |
| Chief Sky Eagle     | Chefe Águia do Céu            |
| Tom Tyler           | Coronel Mike Quayne           |
| Noble Johnson       | Chefe Camisa Vermelha         |

## Sinopse
Em 1876, logo após o massacre do Little Big Horn, existe a ameaça da reunião de grandes tribos de índios numa guerra contra o Exército americano. Nesse momento crítico, o capitão Nathan Cutting Brittles está para se reformar. Ele parte para uma última patrulha em busca de guerreiros índios, mas é atrapalhado pela presença da sobrinha e da esposa do Major, que querem usar os soldados como escolta para partir do Forte. Os dois tenentes da tropa, Cohill e Pennel, disputam as atenções da moça, que provoca ciúmes um no outro.